# 蔡立敬
蔡立敬，字惺甫，號熙斋，福建晉江縣人，明朝政治人物、進士出身。

## 生平
萬曆十六年（1588年）戊子科福建鄉試舉人，萬曆二十九年（1601年）登进士，吏部觀政，三十年授户部主事，三十二年浙江监兑，三十四年管大運河西仓，本年终养归乡。四十二年起任兵部武选司主事，四十四年升员外郎，升郎中。万历四十六年，任浙江温处道参政，四十八年称病辞官。

## 家族
曾祖蔡鐸。祖父蔡昌。父蔡應胄。